# 慶州葉氏
慶州葉氏（キョンジュヨプし、キョンジュソプし、朝鮮語: 경주엽씨、경주섭씨）は、朝鮮の氏族の一つ。本貫は慶尚北道慶州市である。2015年の調査では、554人（うち「ヨプ」は483人、「ソプ」は71人）である。
始祖は、中国宋の諫議大夫と翰林学士を務めた葉公済である。葉公済は、戦乱が起こることを予期して高麗に亡命、全羅道の潭陽に定住し、高宗が官職を下賜した。
元の追手が、葉公済に迫って来たので、慶尚道の慶州を経て、江原道の江陵に隠居した。葉公済の子孫が葉公済が最初に定住した潭陽を本貫にして慶州葉氏を創始した。